# St.-Anna-Kapelle (Allfeld)

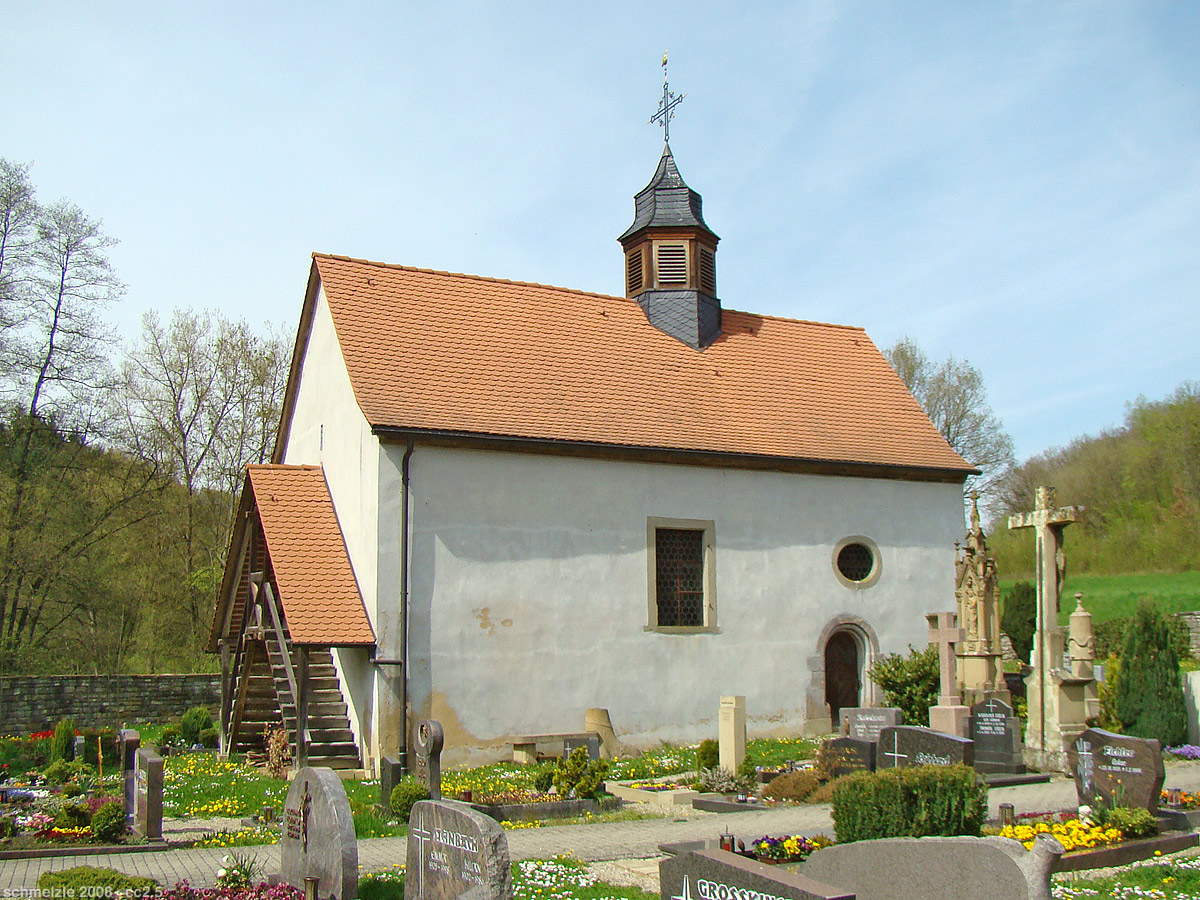
St.-Anna-Kapelle bei Allfeld

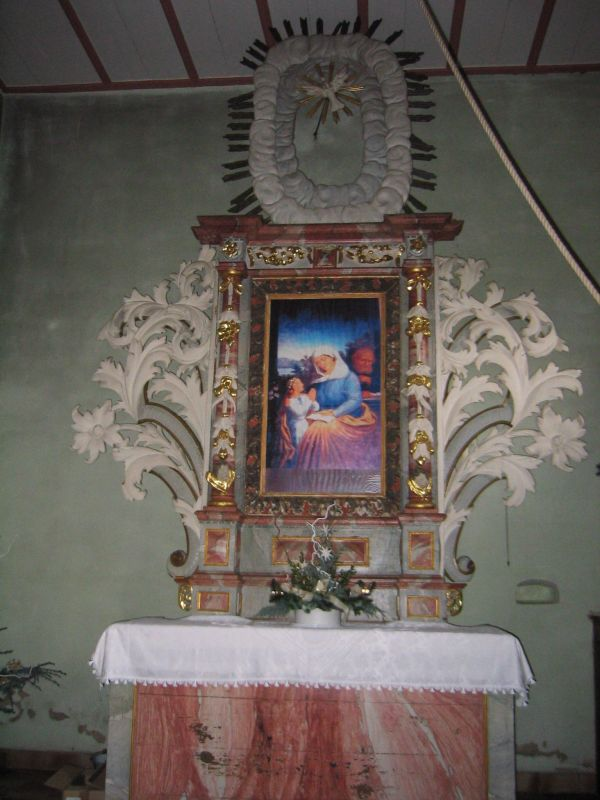
Altar mit Fotokopie des gestohlenen Altarbildes

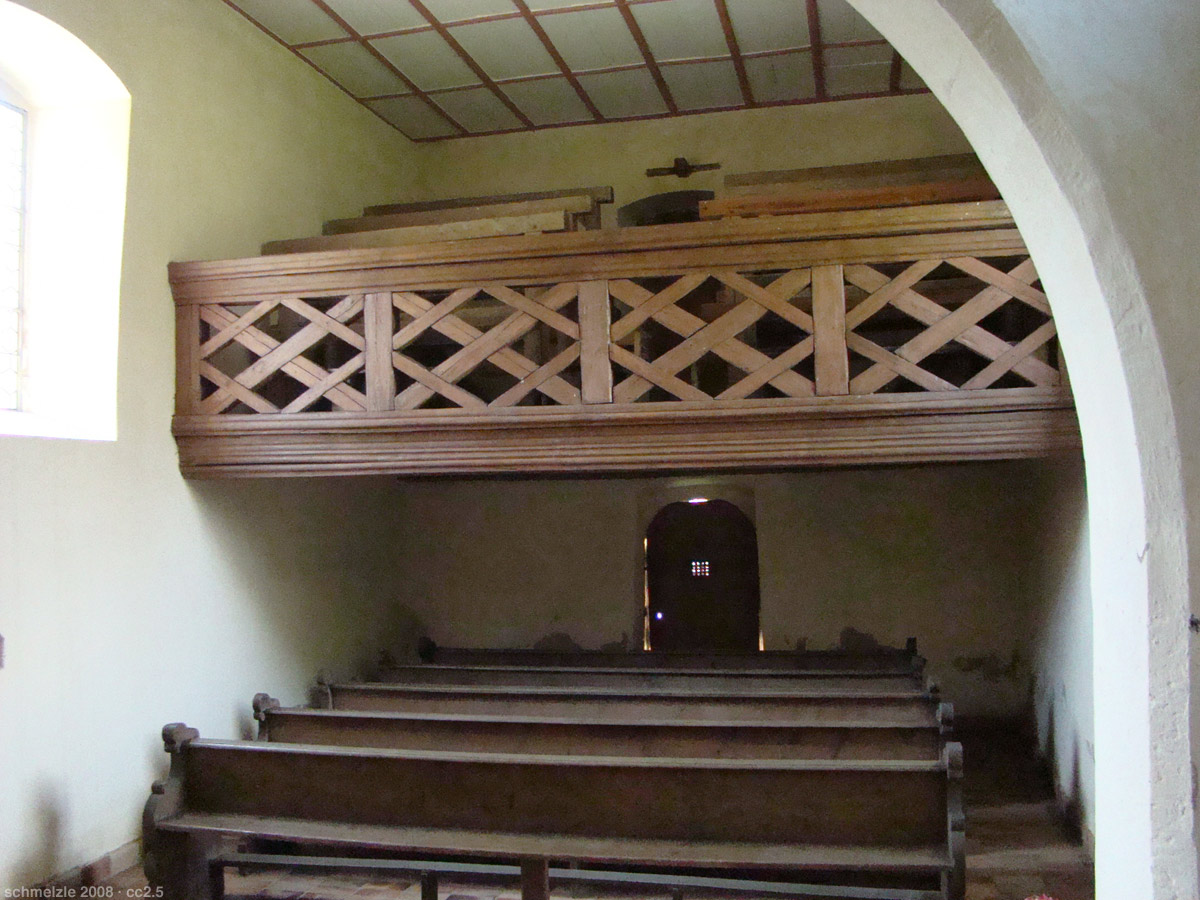
Empore im Langhaus

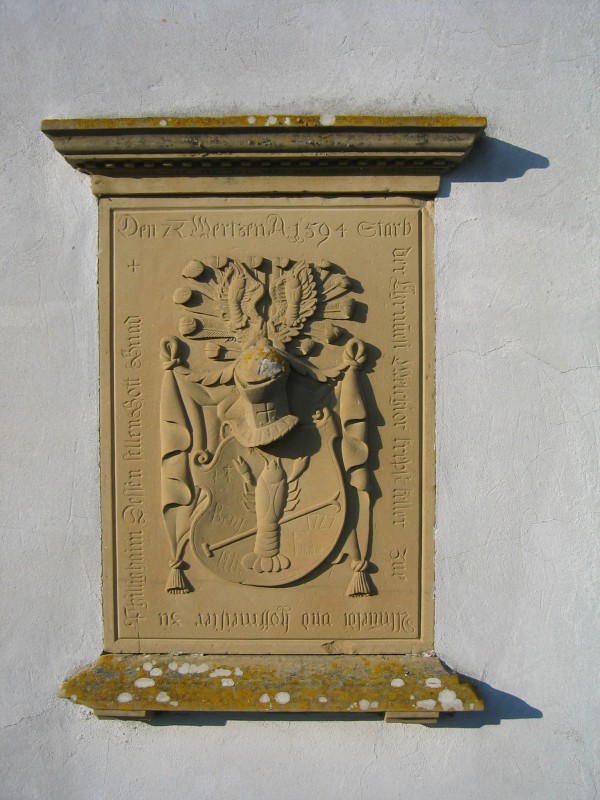
Grabplatte für Keller Melchior Krebs

Die katholische St. Annakapelle bei Allfeld, einem Ortsteil von Billigheim im Neckar-Odenwald-Kreis im nördlichen Baden-Württemberg ist die ehemalige Pfarrkirche des Ortes und jetzige Friedhofskapelle.
Bis zu Beginn des 19. Jahrhunderts war sie das Ziel einer regionalen Wallfahrt zur heiligen Anna.

## Lage
Die Kapelle befindet sich etwa ein Kilometer südlich von Allfeld inmitten des im Schefflenztal liegenden Allfelder Friedhofes.

## Geschichte
Ursprünglich war die Kirche dem hl. Kilian geweiht, dem Patron des Bistums Würzburg, zu dem Allfeld bis etwa 1810/15 gehörte. Als am 23. November 1404 eine Pfarrgemeinde in Allfeld errichtet wurde, wurde die Kilianskirche als Pfarrkirche bestimmt.
Anfang des 18. Jahrhunderts erfolgte ein größerer Umbau der Kirche. Die Fenster an den Längsseiten der Kapelle stammen aus dieser Zeit.
Seit dem 16. Jahrhundert wird die heilige Anna als Kirchenpatronin genannt. Am Fest der heiligen Anna (26. Juli) war die Kirche das Ziel zahlreicher Gläubige aus der Umgebung. Mehrere päpstliche Ablassbullen aus dem 18. Jahrhundert, die letzte vom 29. März 1800, gewährten einen vollkommenen Ablass für die Teilnahme an der Wallfahrt.
Zeitweise übertraf die Zahl der Pilger die Zahl der Allfelder Einwohner um das Zehnfache.
Gegen Ende des 18. Jahrhunderts wurde die Feier des Annafestes (wie auch vieler anderer Wallfahrten) 
durch die weltliche und geistliche Obrigkeit immer mehr zurückgedrängt. 
Hauptziel dabei war es, die Produktivität der Bevölkerung zu erhöhen. Jede Wallfahrt führte schließlich auch zu einem mehrtägigen Arbeitsausfall.
In der Folgezeit wurde der Ablass für die 1742/43 direkt in Allfeld erbaute Pfarrkirche St. Georg gewährt und das Fest der hl. Anna am Sonntag nach dem 26. Juli in der Pfarrkirche gefeiert. Die Kirche wird seitdem nur noch als Friedhofskapelle genutzt und befindet sich heute im Besitz der politischen Gemeinde.

## Beschreibung
Die Kapelle ist ein rechteckiges Gebäude mit Satteldach und Dachreiter. Der Baukörper wirkt von außen geschlossen, ist jedoch im Inneren durch einen Triumphbogen in Chor und Langhaus aufgeteilt. Der Chor nimmt die östliche Hälfte der Kapelle ein, das Langhaus die westliche. In beiden Räumen ist eine flache Holzdecke eingezogen, am Westgiebel des Langhauses zusätzlich eine hölzerne Empore, die nur über eine außen verlaufende Holztreppe zugänglich ist. Ebenerdige Zugänge zur Kirche befinden sich an der Westseite sowie in der Südwand des Chorbereichs. Der südliche Zugang weist noch romanische Formen auf.
Der Altar zeigt die hl. Anna mit Joachim und Maria.
Das Original des Altarbildes wurde Mitte der 1990er Jahre gestohlen. Heute ist lediglich eine Fotografie des Bildes im Altar zu sehen.
Auf der linken Chorbogenwand befindet sich ein Gemälde des heiligen Wendelin.
Die Glocke der Kirche stammt aus dem Jahr 1925 und befindet sich seit 1957 in der Kapelle.
An der Außenseite befindet sich die Grabplatte des 1594 verstorbenen Kellers von Allfeld und Hofmeisters von Billigheim, Melchior Krebs.